# Dominik Simon
Dominik Simon (* 8. srpna 1994 Praha) je český hokejový útočník a reprezentant, který v současné době hraje za týmu HC Škoda Plzeň v Extralize. V roce 2015 byl nominován trenérem Vladimírem Růžičkou na MS 2015 v ledním hokeji v Praze. Dne 27. června 2015 byl draftován v pátém kole draftu 2015 jako 137. celkově týmem Pittsburgh Penguins, s kterým 15. července 2015 podepsal tříletý dvoucestný nováčkovský kontrakt.

## Kariéra
S hokejem začínal ve čtyřech letech ve Velkých Popovicích, od šesti let hrál za Slavii. Od třetí třídy hrál v klubu HC Sparta Praha, kde nastupoval za všechny mládežnické kategorie. 14. září 2012 debutoval v extralize proti Karlovým Varům. O dva týdny později dal svůj první gól v nejvyšší soutěži v zápase proti Plzni. V sezoně 2012/2013 celkově nastoupil k 18 zápasům, v nichž vstřelit jeden gól a na jeden asistoval. Současně hrál i za HC Stadion Litoměřice 1. českou ligu, kde v 25 zápasech získal 19 bodů za 9 branek a 10 asistencí. V draftu pro juniorské soutěže CHL byl v roce 2013 draftován jako číslo 48 klubem Rimouski Océanic, který hraje Quebec Major Junior Hockey League. Zůstal však ve Spartě. Napevno v týmu Pittsburgh Penguins se usadil až po čtyřech letech v AHL.
21. března 2022 byl vyměněn s americkým útočníkem Zachem Aston-Reesem do Anaheimu Ducks za švédského útočníka Rickarda Rakella.
9. září 2022 bylo oznámeno, že Simon odchází po 10 letech zpátky do klubu HC Sparta Praha.

## Ocenění a úspěchy
- 2010 ČHL-16 - Nejvíce vstřelených vítězných branek
- 2012 MSJ - Top tří hráčů v týmu
- 2013 1.ČHL – Nejproduktivnější junior
- 2014 ČHL - Nejproduktivnější junior
- 2016 AHL - All-Star Game

## Prvenství

### ČHL
- Debut – 14. září 2012 (HC Sparta Praha proti HC Energie Karlovy Vary)
- První gól – 30. září 2012 (HC Škoda Plzeň proti HC Sparta Praha, finskému brankáři Tuukka Rask)
- První asistence – 19. prosince 2012 (HC Sparta Praha proti HC Vítkovice Steel)

### NHL
- Debut - 13. března 2016 (New York Rangers proti Pittsburgh Penguins)
- První asistence - 13. března 2016 (New York Rangers proti Pittsburgh Penguins)
- První gól - 14. ledna 2018 (Pittsburgh Penguins proti New York Rangers, švédskému brankáři Henrik Lundqvist)

## Klubové statistiky
| Sezóna      | Klub                           | Soutěž      |     | Základní část | Základní část | Základní část | Základní část | Základní část |   | Play off | Play off | Play off | Play off | Play off |
| Sezóna      | Klub                           | Soutěž      | Z   | G             | A             | B             | TM            | Z             | G | A        | B        | TM       |          |          |
| 2012/2013   | HC Sparta Praha                | ČHL         | 18  | 1             | 1             | 2             | 0             | —             | — | —        | —        | —        |          |          |
| 2012/2013   | HC Stadion Litoměřice          | 1.ČHL       | 25  | 9             | 10            | 19            | 24            | —             | — | —        | —        | —        |          |          |
| 2013/2014   | HC Sparta Praha                | ČHL         | 46  | 7             | 4             | 11            | 4             | 10            | 1 | 1        | 2        | 6        |          |          |
| 2013/2014   | HC Stadion Litoměřice          | 1.ČHL       | 3   | 0             | 1             | 1             | 12            | —             | — | —        | —        | —        |          |          |
| 2014/2015   | HC Škoda Plzeň                 | ČHL         | 52  | 18            | 12            | 30            | 20            | 4             | 1 | 2        | 3        | 4        |          |          |
| 2015/2016   | Pittsburgh Penguins            | NHL         | 3   | 0             | 1             | 1             | 0             | —             | — | —        | —        | —        |          |          |
| 2015/2016   | Wilkes-Barre/Scranton Penguins | AHL         | 68  | 25            | 23            | 48            | 36            | 7             | 1 | 1        | 2        | 2        |          |          |
| 2016/2017   | Pittsburgh Penguins            | NHL         | 2   | 0             | 1             | 1             | 0             | —             | — | —        | —        | —        |          |          |
| 2016/2017   | Wilkes-Barre/Scranton Penguins | AHL         | 70  | 15            | 31            | 46            | 18            | 5             | 0 | 3        | 3        | 0        |          |          |
| 2017/2018   | Wilkes-Barre/Scranton Penguins | AHL         | 21  | 4             | 13            | 17            | 14            | —             | — | —        | —        | —        |          |          |
| 2017/2018   | Pittsburgh Penguins            | NHL         | 33  | 4             | 8             | 12            | 16            | 8             | 0 | 3        | 3        | 4        |          |          |
| 2018/2019   | Pittsburgh Penguins            | NHL         | 71  | 8             | 20            | 28            | 18            | 4             | 0 | 1        | 1        | 0        |          |          |
| 2019/2020   | Pittsburgh Penguins            | NHL         | 64  | 7             | 15            | 22            | 12            | —             | — | —        | —        | —        |          |          |
| 2020/2021   | Calgary Flames                 | NHL         | 11  | 0             | 0             | 0             | 0             | —             | — | —        | —        | —        |          |          |
| 2020/2021   | Stockton Heat                  | AHL         | 1   | 0             | 0             | 0             | 0             | —             | — | —        | —        | —        |          |          |
| 2021/2022   | Pittsburgh Penguins            | NHL         | 55  | 3             | 6             | 9             | 28            | —             | — | —        | —        | —        |          |          |
| 2021/2022   | Anaheim Ducks                  | NHL         | 17  | 0             | 4             | 4             | 6             | —             | — | —        | —        | —        |          |          |
| 2022/2023   | HC Sparta Praha                | ČHL         | 22  | 2             | 1             | 3             | 4             | —             | — | —        | —        | —        |          |          |
| 2023/2024   | Banes Motor České Budějovice   | ČHL         | 39  | 5             | 12            | 17            | 14            | 8             | 0 | 1        | 1        | 2        |          |          |
| 2024/2025   | HC Škoda Plzeň                 | ČHL         | 48  | 6             | 15            | 21            | 26            | 4             | 0 | 1        | 1        | 0        |          |          |
| NHL celkově | NHL celkově                    | NHL celkově | 256 | 22            | 55            | 77            | 80            | 12            | 0 | 4        | 4        | 4        |          |          |
| ČHL celkově | ČHL celkově                    | ČHL celkově | 225 | 39            | 45            | 84            | 68            | 26            | 2 | 5        | 7        | 12       |          |          |

## Reprezentace
Rovněž hrál za mládežnické celky české reprezentace. Na MS do 18 let v roce 2012 byl vyhlášen jedním ze tří nejlepších Čechů. Simon na šampionátu získal 8 bodů za 4 góly a 4 asistence. Na Turnaji pěti národů reprezentace U19 zastával funkci kapitána. Na Mistrovství světa juniorů v ledním hokeji 2014 byl zástupcem kapitána. V zápase základní skupiny proti Kanadě rozhodl zápas v samostatných nájezdech, kdy oklamal brankáře kličkou, kterou používal Peter Forsberg. Na šampionátu nakonec obsadil s českým týmem 6. místo, když ve čtvrtfinále nestačil na Finsko. Simon dal v zápase první branku českého mužstva a u druhé asistoval. Nakonec na juniorském mistrovství posbíral 4 body za 2 branky a 2 asistence.
V roce 2014 si odbyl svoji premiéru za seniorský národní tým na finském turnaji Karjala, který je součástí Euro Hockey Tour. Svůj první reprezentační gól si připsal 20. prosince 2014 v zápase Euro Hockey Tour proti Finsku, kdy po asistenci od Vojtěcha Mozíka trefil z pravého kruhu přesně levý horní růžek branky Mikko Koskinena.
| Rok                       | Tým                       | Soutěž                    | Z  | G | A  | B  | TM |
| ------------------------- | ------------------------- | ------------------------- | -- | - | -- | -- | -- |
| 2011                      | Česko 18                  | MIH                       | 4  | 0 | 0  | 0  | 2  |
| 2012                      | Česko 18                  | MS-18                     | 6  | 4 | 4  | 8  | 4  |
| 2014                      | Česko 20                  | MSJ                       | 5  | 2 | 2  | 4  | 2  |
| 2015                      | Česko                     | MS                        | 10 | 1 | 5  | 6  | 2  |
| 2019                      | Česko                     | MS                        | 10 | 4 | 8  | 12 | 2  |
| 2022                      | Česko                     | MS                        | 2  | 0 | 0  | 0  | 0  |
| Juniorská kariéra celkově | Juniorská kariéra celkově | Juniorská kariéra celkově | 15 | 6 | 6  | 12 | 8  |
| Seniorská kariéra celkově | Seniorská kariéra celkově | Seniorská kariéra celkově | 22 | 5 | 13 | 18 | 4  |